# Cloakroom
Cloakroom es una banda de rock estadounidense del Noroeste de Indiana. Actualmente se encuentran firmados con Relapse Records.

## Historia
La banda se formó en junio de 2012. El cantante y guitarrista Doyle Martin estaba previamente en las bandas Grown Ups y Lion of the North, y el bajista Bobby Markos estaba en la banda Native. La banda firmó con Run For Cover Records en 2013. La banda lanzó su primer EP, titulado "Infinity", en el año 2013 a través de Run for cover. En 2014, la banda lanzó un sencillo de 7 "titulado Lossed Over a través Run for cover. el 20 de enero de 2015, la banda lanzó su primer álbum de larga duración, titulado Further Out a través de Run for Cover.
El 18 de agosto de 2017, la banda lanzó su segundo álbum, Time Well, a través de Relapse Records.
El 28 de enero de 2022, la banda lanzó su tercer álbum, Dissolution Wave, a través de Relapse Records, y del cual se desprenden los sencillos A Force at Play, Lost Meaning y Fear of Being Fixed. El álbum también incluye una aparición especial de Matt Talbott de la banda Hum.

## Miembros

### Actuales
- Doyle Martin – Voz, Guitarra (2012–presente)
- Bobby Markos - Bajo (2012–presente)
- Tim Remis – Batería, Voz (2019–presente)

### Anteriores
- Brian Busch – Batería, Voz (2012–2019)

## Discografía

### Álbumes de estudio
- Further Out (2015)
- Time Well (2017)
- Dissolution Wave (2022)

### EPs
- Infinity (2013)
- Cloakroom on Audiotree Live (2013)

### Sencillos
- Autumnal Equinox Singles (2013)
- Lossed Over (2014)
- Big World (2016)
- Steve Albini's Blues (2017)
- You Don't Know How (2018)
- A Force at Play (2021)
- Lost Meaning (2021)
- Fear of Being Fixed (2022)